# Національний парк Намбунг
30°34′34″ пд. ш. 115°10′12″ сх. д. / 30.576111111111° пд. ш. 115.17° сх. д.
Національний парк Намбунг — національний парк у регіоні Вітбелт у Західній Австралії, 200 км на північний захід від Перта, Австралія та 17 км на південь від невеликого прибережного міста Сервантес. У парку знаходиться пустеля Пінаклс, яка є областю з тисячами вапнякових утворень, які називаються вершинами.
Свою назву парк отримав від австралійського слова, яке, можливо, означає кривий або звивистий. Це слово було використано в 1938 році для назви річки Намбунг, яка впадає в парк і зникає в системі печер у вапняку. Народ Юед був визнаний традиційним охоронцем землі ще до приходу європейців.
Національний парк Намбунг також має пляжі на Кенгуру-Пойнт і Ханговер-Бей, а також прибережні дюни та квітучі рослини в низьких вересовищах. Променад у північній частині парку біля озера Фетіда дозволяє відвідувачам побачити тромболіти, які, як і строматоліти, є структурами, створеними мікроорганізмами, особливо ціанобактеріями. Деякі зі скам'янілих тромболітів датовані 3,6 мільярдами років. У дослідницькому центрі пустелі Пінаклс представлені експонати про геологію утворення вершин, а також цінності культурної та природної спадщини цього району.

## Історія
Європейці вперше відвідали цю територію в 1658 році, коли голландські карти зафіксували Північні та Південні Тороси. Філіп Паркер Кінг також згадував про Хаммоки у своїх щоденниках у 1820 році. Район пустелі Пінаклс залишався відносно невідомим до обстеження в 1934 році. Національний парк був створений у липні 1994 року шляхом об'єднання трьох окремих заповідних територій, офіційно згаданих у 1956, 1967 (Пінаклс) і 1968 роках.

## Географія
На півночі парк межує з природним заповідником Південного Бджоляра, а на півдні — з природним заповідником Ванагаррен. Велика площа вільних земель Корони розташована вздовж більшої частини східного кордону, тоді як Індійський океан визначає західну межу парку. Відвідувачі можуть отримати доступ до пустелі Пінаклс із точок на північ або південь від Сервантеса через Індійську Оушен-Драйв або через дорогу Сервантеса зі сходу. Парк розташований 17 км на південь від Сервантеса.

## Геологія

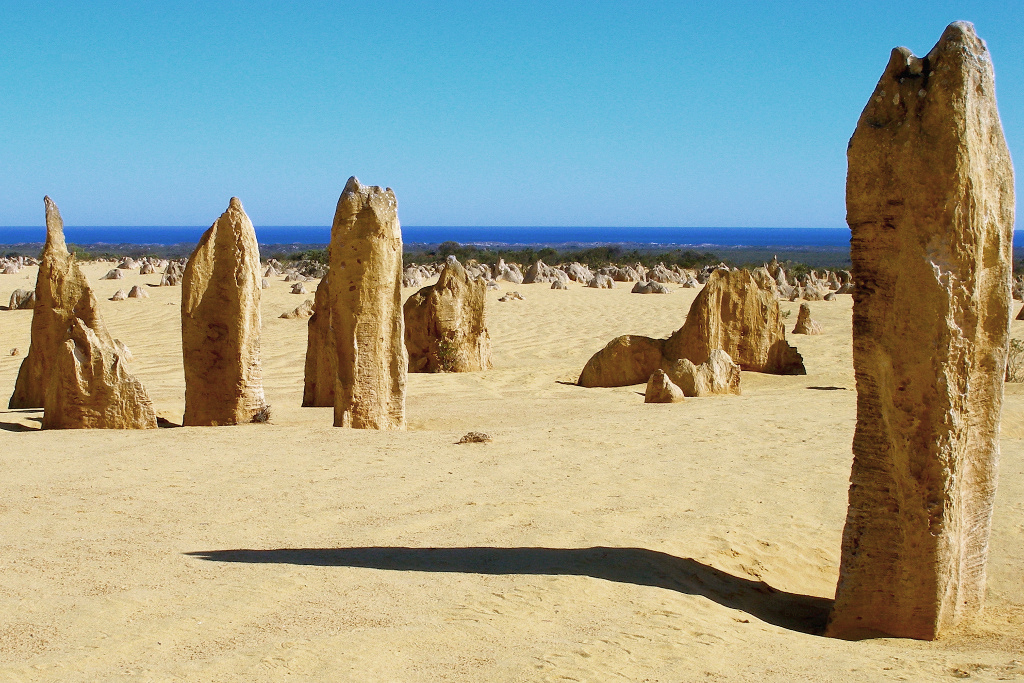
Деякі вищі вершини з Індійським океаном на задньому плані

Пустеля Пінаклс містить тисячі вапнякових стовпів. Стовпи — це вивітрені та еродовані фрагменти вапнякових шарів, що складаються з відкладених морських організмів, таких як корали та молюски. Деякі з найвищих вершин сягають висоти до 3,5 м над основою жовтого піску. Різні типи утворень включають ті, які набагато вищі за ширину та нагадують колони  —  що свідчить про назву Пінаклс  —  тоді як інші мають лише метр або близько того у висоту та ширину, нагадуючи короткі надгробки. Перехресну шарувату структуру можна спостерігати на багатьох вершинах, де кут відкладення піску раптово змінився через зміни переважаючих вітрів під час формування вапнякових шарів. Пінаклс з верхівками, схожими на гриби, утворюються, коли кальцкретова оболонка твердіша за шар вапняку під нею. Відносно м'які нижні шари вивітрюються та руйнуються швидше, ніж верхній шар, залишаючи після себе більше матеріалу у верхній частині вершини.

## Тваринний і рослинний світ
Національний парк Намбунг є домом для різноманітних диких тварин із 176 спостережуваними видами тварин, у тому числі 128 птахів, 8 ссавців, 15 рептилій, кількох риб і членистоногих і одну амфібію. Серед видів ссавців — західний сірий кенгуру, рудий кенгуру, дінго, медовий опосум і руда лисиця. Деякі звичайні види птахів включають сріблясту чайку, чорноморду лісову ластівку, білоспинну ластівку, червоношапочну ржанку та крука. До видів рептилій належать змієокий сцинк Бьюкенена, жовтоморда вужа, бобтейл (вид сцинка з блакитним язиком) і піщана гоанна. Єдиним спостережуваним видом амфібій є жаба-знаконоска.
Горбаті кити відвідують води Індійського океану, що прилягають до парку, під час сезонів північної та південної міграції, а морські леви та дельфіни є мешканцями цілий рік.
Флора парку включає понад 170 покритонасінних рослин, декількома прикладами є прибережна плетень, морська німфа, жолудя банксія, орхідея бруслини, кільчаста трава валлабі та прибережний хміль. Єдиним зареєстрованим голонасінним є кипарис болотний.